# 長鰭方頭鯧
長鰭方頭鯧（学名：Cubiceps gracilis）為輻鰭魚綱鱸形目鯧亞目圓鯧科的其中一種，分布於東、西北大西洋海域，包括地中海，棲息深度可達100公尺，體長可達107公分，棲息在中底層水域，屬肉食性。
其种加词来源于拉丁文“gracilis”，意为“纤细的”。